# 不居徵
不居徵（？—62年），东汉时莎车国王。
不居徵的父亲是莎车王贤，被贤送到匈奴到人质。永平四年（61年），于阗王广德率各国兵众三万进攻莎车，用计诱杀莎车王贤，吞并了莎车国。冬，匈奴调发西域诸国军队包围了于阗，广德请求投降。匈奴将不居徵立为莎车王。广德再次进攻莎车，杀死了不居徵，改立不居徵的弟弟齐黎为莎车王。